# Rune Flodman
Rune Hjalmar Flodman, född 1 april 1926 i Karlskoga, död 21 februari 2014 i Nora, var en svensk sportskytt. Han tävlade för Bofors Jägargille och Gyttorps SpSK.
Flodman tävlade för Sverige vid olympiska sommarspelen 1964 i Tokyo, där han slutade på 20:e plats i trap. Flodman var även med vid olympiska sommarspelen 1968 i Mexico City, men insjuknade i blindtarmsinflammation och fick opereras av svenske OS-läkaren Sten-Otto Liljedahl på ett mexikanskt sjukhus.
Vid VM i Moskva 1958 tog Flodman silver i grenen kulskytte, löpande hjort. Han tog EM-guld 1959 i grenen löpande råbock (senare kallat viltmålsskytte). Flodman tog även ett VM-brons i löpande hjort och vid EM 1963 tog han återigen guld i löpande råbock. 1969 tog Flodman EM-silver i olympisk trap och 1970 var han med och tog guld i lag vid EM 1970.
Flodman blev svensk mästare i Trap 1963, 1967, 1976, 1979, 1983 och 1984. 1964 tilldelades han Stora grabbars märke.